# Allium longifolium
Variété
Classification APG III (2009)
Allium longifolium est une espèce de plantes à fleurs de la famille des Amaryllidacées. C'est une plante herbacée originaire d'Amérique du Nord.

## Description
C'est une plante herbacée vivace avec de 2 à 5 feuilles de 10 à 21 cm de long et une ou plusieurs hampes florales de 15 à 30 cm de haut à partir d'un bulbe souterrain. La plante se divise, formant avec le temps une grappe de plantes. Les petits bulbes sont généralement de moins de 2 cm de diamètre. Sa fécondation est entomophile

## Localisation et Habitat
Elle est présente dans le sud-ouest de l'Amérique du Nord, l'Arizona, le Nouveau-Mexique, le Texas jusqu'au sud du Mexique.
Elle est adaptée aux collines et montagnes sèches et rocheuses, généralement dans des sols calcaires; à des altitudes de 700 à 3 000 mètres.

## Utilisation
La plante est récoltée dans la nature pour une utilisation locale comme aliment. La plante a été à la fois semi-cultivée et cultivée dans les jardins au Mexique

## Culture
Allium longifolium étant originaire d'une région aux étés chauds et secs et aux hivers frais et humides, i peut tolérer des températures hivernales tombant occasionnellement entre -5 et -10°c. Par contre, il supporte mal les étés humides. On préfère un emplacement ensoleillé dans un sol léger et bien drainé. Les bulbes doivent être plantés assez profondément .
Utilisations com

## Consommation
Les bulbe peuvent être utilisés crus ou cuits  pour leur arome. Les feuilles peuvent également être consommées crues ou cuites. Les fleurs crues sont utilisées comme garniture sur les salades